# Ратимир (князь Паннонської Хорватії)
Ратимир (хорв. Ratimir; *д/н — †838) — князь Паннонської Хорватії у 829—838 роках.

## Життєпис
Про походження замало відомостей. Напевне належав до хорватської знаті. У 827 році болгари під орудою кагана Омуртага вдерлися до Паннонської Хорватії, де зуміли захопити підвладні франкам території. Князя Владина було повалено. Після цього по річці Драва болгари із союзними хорватами дійшли до північної Карантанії. У відповідь франкський імператор Людовик I у 828 році зміцнив прикордонні землі в Карантанії та Фрфульській марці.
У 829 році болгари посадили там князем Ратимира, сина Вишедрага. Той правив Нижньою Паннонію як васал болгар. Скориставшись боротьбою за владу серед франків у 833—834 роках Ратимир суттєво зміцнив владу й відмовився від сплати данини Франкській імперії. Водночас під впливом болгар проводив антивізантійську політику.
У 838 році Радбод, маркграф Східної марки, за наказом Людовика II Німецького, рушив на Паннонську Хорватію, переміг та повалив Ратимира, відновивши владу франків над північними хорватами. В результаті територія була розділена на князівство (герцогство) Нижня Паннонія (сучасна Славонія) на чолі із Світимиром та гірську, західну Хорватію. Остання була тривалий час була підвладною Франкської імперії.